# Albatros W.IV
Albatros W.IV byl německý jednomístný (v několika málo kusech i dvoumístný) dvouplošný plovákový letoun, používaný během první světové války jako námořní stíhací letoun nejprve v německých, později i v rakousko-uherských ozbrojených silách.

## Vývoj
Počátkem léta 1916 německé námořnictvo vyjádřilo zájem vybavit své jednotky moderním stíhacím hydroplánem a během května a června oslovilo výrobce jako Albatros, Friedrichshafen, Hansa-Branderburg, Lübeck-Travemünde, Roland, Rumpler a Sablatnig (LVG) aby přišli s vlastním návrhem jednomístných stíhacích letounů schopných startu a přistání na vodě. 16. května námořnictvo objednalo tři prototypy Albatros W.IV poháněné řadovým šestiválcem Mercedes D.III o výkonu 160 k (119 kW) a vyzbrojené jedním synchronizovaným kulometem LMG 08/15 ráže 7,92 mm. První prototyp s evidenčním číslem 747 byl dodán k testovací jednotce německého námořnictva Seeflugzeug Versuchs Kommando již během srpna téhož roku. Na první pohled se dalo usuzovat, že nový hydroplán vychází z předchozí verze pozemní stíhačky Albatros D.I, nicméně křídla a VOP byly zcela nové, trup mírně větší a samozřejmě byl letoun vybaven novým podvozkem s plováky.
Již první testy přesvědčily německou admiralitu o slibných vlastnostech letounu a dalších deset předsériových strojů (č. 902-911) bylo objednáno 5. září s tím, že bude pokračovat další vývoj prototypů. Během testů se ukázalo, že plováky jsou příliš křehké a krátké a nejen plováky, ale i křídla špatně odolávaly agresivní mořské vodě. Upravený prototyp s většími plováky a upravenými křídly (přitom těžiště letounu bylo posunuto vpřed) pokračoval v testech spolu s dalším dokončeným strojem č. 785 od 23. září. 29. září byl již typ W.IV schválen a doporučen k zařazení do výzbroje německého námořnictva. V prosinci, na třetím dodaném prototypu s č. 786, již byly také odstraněny přetrvávající problémy s příliš těžkou zádí. Dalšími testy i během služby se ukázala potřeba zdvojení málo efektivních křidélek (křidélka na obou křídlech, pravděpodobně již od č. 902), neboť jednoduché zvětšení rozpětí i s křidélky se ukázalo jako nedostačující.

## Na frontě
Prvních devět z objednaných deseti strojů dodala továrna námořnictvu v únoru 1917 a další dodávky následovaly. První skutečný sériový kus č. 949 měl ještě další doporučená vylepšení a výzbroj doplnil druhý synchronizovaný kulomet. Albatros W.IV operoval na základnách v Severním a Baltském moři. Během služby v námořnictvu se ukázalo, že ačkoli je dolní křídlo proti působení mořské vody plně impregnováno, jeho životnost a životnost dalších dřevěných částí letounu byla poměrně krátká, což byl ovšem problém všech tehdejších dřevěných konstrukcí letadel. Najít optimální řešení ochrany před vlhkem a současné udržení nízké hmotnosti vyžadované v letectví nebylo snadné.
Názory na bojovou kariéru W.IV byly velmi různé. Někteří historici hodnotí Albatros W.IV jako typ s krátkou kariérou, protože není známo příliš mnoho úspěchů z tehdejších bojů, kterých by dosáhl. Jiní letoun chválí a tvrdí, že byl upřednostňován například před jednomístným Rumplerem 6B. Paradoxní je, že obě tvrzení vycházejí z různé interpretace stejných údajů. Na konci války byl totiž ve stavech námořního letectva evidován poměrně velký počet těchto strojů, což by mohlo svědčit o jejich velké oblibě. Nicméně tyto počty se výrazně liší od počtu letadel skutečně operačně nasazených v boji. Pravděpodobněji lze tedy soudit, že byl tento typ stíhacího hydroplánu v bojových operacích nasazován jen minimálně, zatímco byl více používán jako cvičný. Do prosince 1917 bylo vyrobeno celkem 118 kusů, některé se výměnou dostaly do služeb rakousko-uherského námořního letectva, mnohé skončily ve skladech a nebyly nikdy bojově nasazeny.

### Přehled objednávek a dodaných kusů letounu Albatros W.IV
| Množství | Evid. čísla   | Datum objednávky  | Datum dodávky          | Poznámka                                           |
| 3        | 747, 785, 786 | 16. května 1916   | září-prosinec 1916     | prototypy                                          |
| 10       | 902-911       | 5. září 1916      | únor-duben 1917        |                                                    |
| 20       | 948-967       | 6. října 1916     | duben-srpen 1917       |                                                    |
| 10       | 1107–1116     | 16. prosince 1916 | červenec-srpen 1917    |                                                    |
| 25       | 1302–1326     | 30. ledna 1917    | srpen-říjen 1917       | 1317, 18, 26 pro rakousko-uherské námořní letectvo |
| 30       | 1484–1513     | 19. dubna 1917    | srpen-říjen 1917       | 1495 zničen při statických testech                 |
| 20       | 1719–1738     | srpen 1917        | listopad-prosinec 1917 | 1504–1508 pro rakousko-uherské námořní letectvo    |

## Specifikace (ev. č. 747)

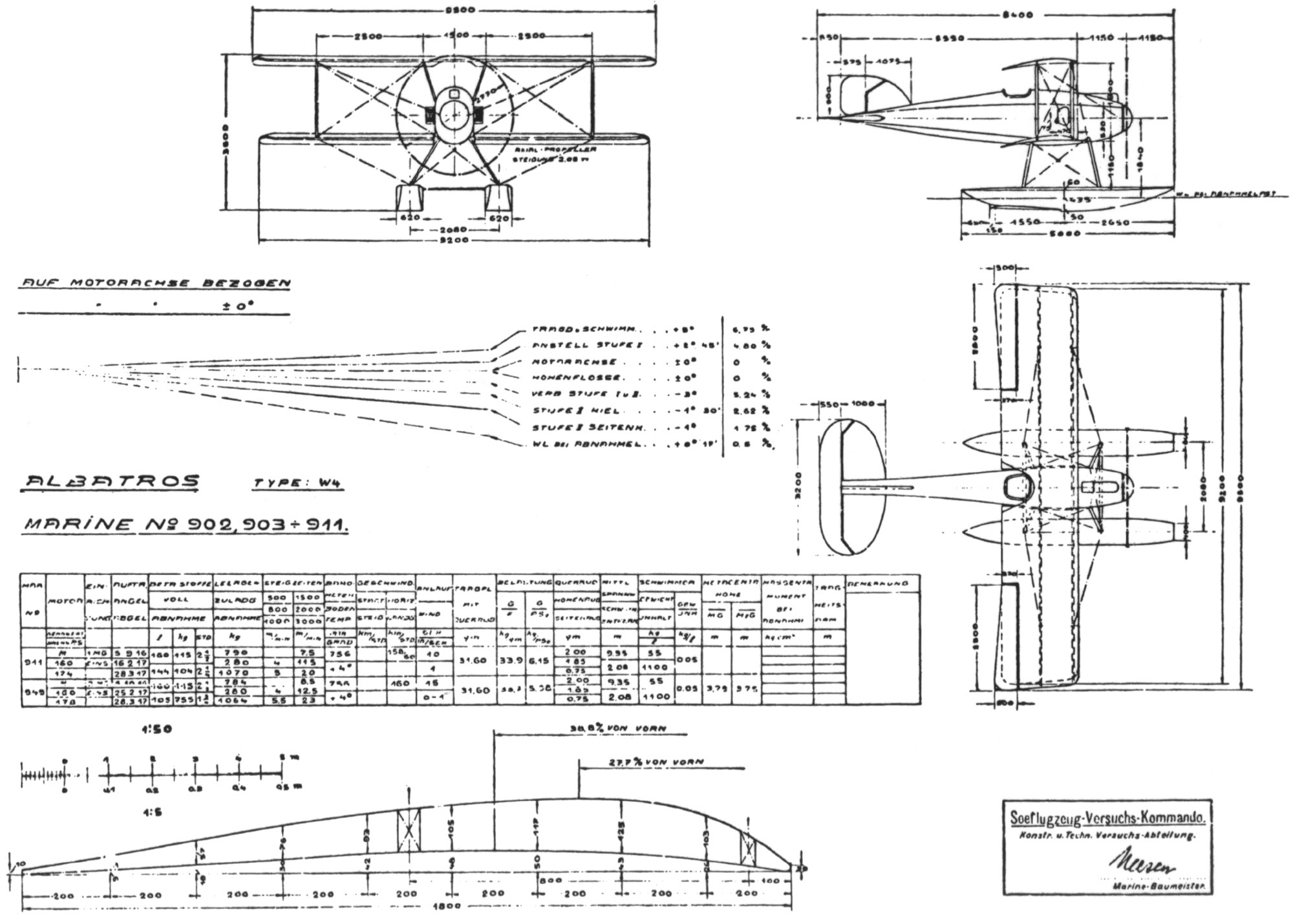
Nákres W.IV

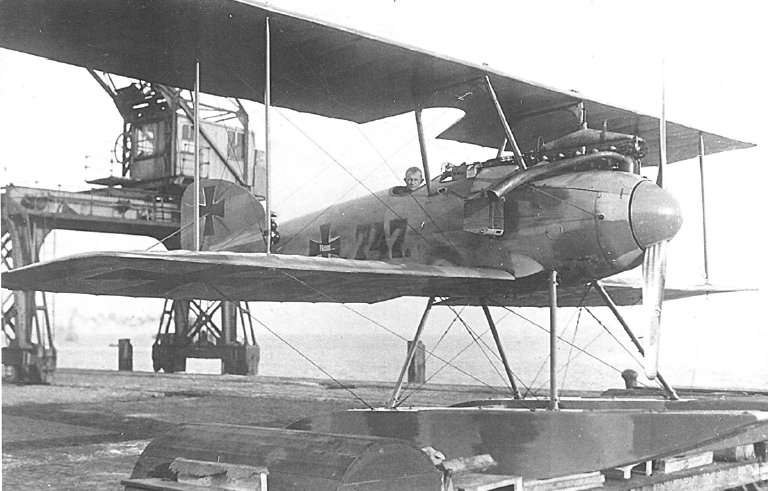
Albatros W.IV, č. 747

### Technické údaje
- Posádka: 1 pilot
- Délka: 8,5 m
- Rozpětí horního křídla: 9,5 m
- Rozpětí dolního křídla: 9,2 m
- Hloubka profilu křídel: 1,8 m (obě)
- Vzdálenost mezi křídly: 1,8 m
- Výška: 3,65 m
- Plocha křídel: 31 m²
- Prázdná hmotnost: 709 kg
- Vzletová hmotnost : 989 kg
- Pohonná jednotka: 1× řadový šestiválec Mercedes D.III
- Výkon pohonné jednotky: 160 k (119 kW)

### Výkony
- Maximální rychlost: 155 km/h
- Stoupavost: 1000 m / 5 min, 2000 m / 11,5 min, 3000 m / 20 min

### Výzbroj
- 1× synchronizovaný kulomet LMG 08/15 (Spandau) ráže 7,92 mm

## Specifikace (ev. č. 949 a další)

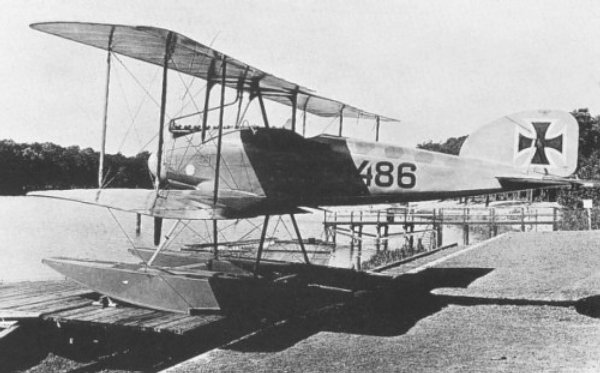
Albatros W.IV, č. 1486, s křidélky na obou křídlech

### Technické údaje
- Posádka: 1 pilot
- Délka: 8,4 m
- Rozpětí horního křídla: 9,5 m
- Rozpětí dolního křídla: 9,2 m
- Hloubka profilu křídel: 1,8 m (obě)
- Vzdálenost mezi křídly: 1,8 m
- Výška: 3,6 m
- Plocha křídel: 31,6 m²
- Prázdná hmotnost: 784 kg
- Vzletová hmotnost : 1064 kg
- Pohonná jednotka: 1× řadový šestiválec Mercedes D.III
- Výkon pohonné jednotky: 160 k (119 kW)

### Výkony
- Maximální rychlost: 160 km/h
- Stoupavost: 1000 m / 5,5 min, 3000 m / 23 min

### Výzbroj
- 2× synchronizovaný kulomet LMG 08/15 (Spandau) ráže 7,92 mm